# Desa Kupang (administrativ by i Indonesien, Jawa Timur, lat -7,40, long 112,43)
Desa Kupang är en administrativ by i Indonesien.   Den ligger i provinsen Jawa Timur, i den västra delen av landet, 600 km öster om huvudstaden Jakarta.